# Ezio Cortesia
Ezio Cortesia (La Spezia, 17 febbraio 1893 – La Spezia, 5 agosto 1966) è stato un ciclista su strada italiano. e su pista
Professionista negli '10 e negli '20, fu 5° al Giro di Lombardia del 1924, 5° alla Milano-Sanremo del 1925 e 10° al Giro d'Italia del 1926. Vinse gare prestigiose come la Coppa Caivano nel 1925 e si misurò con i più grandi campioni dell'epoca, da Girardengo a Gerbi, da Pavesi a Petit Breton. Corse inoltre con la famosa Alfonsina Strada in una gara su pista. Nel 1927 fu insignito dall'On. Benito Mussolini del "Premio Dei" per il coraggio e la combattività dimostrati in gara. Al termine della carriera diede vita allo Sport Club Cortesia, squadra ciclistica che partecipò a diverse gare a partire dagli anni '30.

## Palmarès
- 1909 Ameglia-Montelungo e ritorno, Sarzana-Lucca, Campionato Spezzino;
- 1910: Giro di Villafranca, Campionato Spezzino, Sarzana-Lucca e ritorno, Sarzana-Chiavari e ritorno, Ameglia-Montelungo e ritorno, Coppa Riccioni;
- 1911: Coppa Piccinini, Coppa Fidenza, Coppa Bertolani, Coppa Riccioni, Spezia-Chiavari, Spezia-Poggio di Berceto, Campionato Spezzino;
- 1912: Gara di Figline;
- 1913: Gara di Porcari, Gara di Nave, Giro del Sannio, Gara di Frattamaggiore, Vezzano Ligure-Viareggio e ritorno, Criterium Ciclistico, Gara di Portomaggiore;
- 1914: Spezia-Passo della Cisa-Poggio di Berceto;
- 1920: Gara di Australiana (Motovelodromo Virtus), Gara di Americana (Motovelodromo Virtus);
- 1922: II Nazionale Professionisti, 1ª tappa della Gara XXX Aprile (Roma-Orvieto), Gara di Velocità (Velodromo di Orbetello), Gara del Giro d'Italia in Pista (Velodromo di Orbetello), G.P. Fortitudo, Gara individuale (Velodromo di Vicarello), Gara ad eliminazione (Velodromo di Vicarello);
- 1924: Gara del Giro d'Italia in Pista (Cecina);
- 1925: Gara di inseguimento (Motovelodromo di Biella), Coppa Caivano, 1ª tappa Giro della Capitanata, Coppa Calena;

## Piazzamenti

### Grandi giri
- Giro d'Italia

1926: 10º

### Classiche monumento
- Milano-Sanremo

1913: ritirato
1915: ritirato
1923: 20º
1925: 5º
1926: ritirato
1928: 13º
- Giro di Lombardia

1922: 27º
1924: 5º
1926: 11º
1927: 23º